# Malik al-Achtar
 (février 2024).
Si vous disposez d'ouvrages ou d'articles de référence ou si vous connaissez des sites web de qualité traitant du thème abordé ici, merci de compléter l'article en donnant les références utiles à sa vérifiabilité et en les liant à la section « Notes et références ».
Malik al-Achtar  (en arabe : مَالِك ٱلْأَشْتَر) est un disciple du calife Ali ibn Abi Talib. Son fils, Ibrahim ibn al-Achtar (en) vengea le fils d'Ali, en tuant ses assassins (Omar ibn Sa'd (en), Shimr ibn Dhil-Jawshan, Sinan ibn Anas an-Nakha'i et Hourmala (en)) aux côtés de Moukhtar ath-Thaqafi. 
'Ali le nomme gouverneur d'Égypte en 658. Il lui adresse une lettre dans laquelle il lui donne pour consigne de gouverner avec justice et de respecter les traditions des peuples conquis. 